# Хочо
Хочо (якут. Наахара) — село на востоке Мегино-Кангаласского улуса Республики Саха (Якутия). Административный центр и единственный населённый пункт Нахаринского 2-го наслега.

## География
Расположено в верховьях реки Мыла в 30 км к юго-востоку от села Майя, в 62 км от Нижнего Бестяха и в 74 км от Якутска. Село окружено тайгой и многочисленными мелкими озёрами.
Рядом с селом проходит автодорога Нижний Бестях — Майя — Амга, от неё через село на юг отходит дорога к сёлам Телиги и Даркылах. Ближайшая ж.-д. станция находится в Нижнем Бестяхе.
Ближайшие населенные пункты
Бырама 13 км, Табага 15 км, Телиги 20 км, Суола 23 км, Чюйя 27 км, Хоробут 29 км, Бёкё 31 км, Эмиссы 31 км, Елечей 31 км, Олом (Олом-Кюель) 32 км, Бютейдях 33 км, Ломтука 35 км

## Население
| 2002 | 2010 | 2012 | 2013 | 2014 | 2015 | 2016 | 2017 | 2018 |
| ---- | ---- | ---- | ---- | ---- | ---- | ---- | ---- | ---- |
| 778  | ↘622 | ↘590 | ↘571 | ↘556 | ↗558 | ↗559 | ↘556 | ↘543 |
| 2019 | 2020 | 2021 |      |      |      |      |      |      |
| ↘526 | ↘515 | ↘509 |      |      |      |      |      |      |

Национальный состав: якуты — 98 %.

## История
Рядом было старое селение Эргэ Наахара, в котором сотни семей умерло от чумы в 1800 году.

## Культура
В селе в 2007 году режиссёром Мариной Калининой был снят одноимённый фильм ужасов по мотивам старинных якутских легенд, считающийся «самым страшным фильмом в истории Якутии».
- Памятник воинам-землякам, погибшим в годы Великой Отечественной войны в сельском парке культуры и отдыха.